# Viviane Elder
Eugénie Anne Marie Madeleine Hignette dite Viviane Elder, née le 23 mai 1904 à Rennes et morte le 21 octobre 1960 à Cannes, est une actrice, une pilote automobile et une aviatrice française.

## Biographie

### Carrière dans l'aviation
- 1934 : Viviane Elder participe aux Douze Heures d'Angers ainsi qu'Hélène Boucher et Madeleine Charnaux.
- 1936 : le 30 avril le magazine Navigation aérienne s'inquiète de la disparition de l'appareil de G. Hansez qui participait à un Rallye saharien accompagné de l'aviatrice française Viviane Elder et de deux passagers qui aurait dû se trouver à Rhat depuis deux jours[3]. Le 5 mai 1936, le magazine La Vie Aérienne titre : « Viviane Elder, Perdue et Retrouvée »[4].

### Carrière dans le sport automobile
- 1949 : Viviane Elder a participé aux 24 heures du Mans de 1949, aux commandes d'une Simca 8. Classée 33e après abandon catégorie « S 1.1 », elle était secondée par René Camérano. Une exposition lui est consacrée au Salon Rétro Passion, en avril 2025, au parc-expo de Saint-Jacques de la Lande, près de Rennes.

## Filmographie

### Cinéma
- 1931 : Méphisto, film en 4 épisodes d'Henri Debain et Georges Vinter : Monique Aubray[5]
- 1931 : Diablette / L'Étoile d'or, court-métrage de Lucien Jaquelux[6],[7]
- 1932 : L'Enfant du miracle de D.B. Maurice : l'arpète[8]